# Кјезануова (Венеција)
Кјезануова је насеље у Италији у округу Венеција, региону Венето.
Према процени из 2011. у насељу је живело 566 становника. Насеље се налази на надморској висини од 4 м.